# David Plummer
David Plummer (ur. 9 października 1985 w Norman) – amerykański pływak, specjalizujący się w stylu grzbietowym.

## Kariera pływacka
W 2010 roku został mistrzem świata na krótkim basenie w Dubaju w sztafecie 4 × 100 m stylem zmiennym, a w następnym roku mistrzem świata w Szanghaju w tej samej sztafecie.
2 lata później zdobył srebrny medal mistrzostw świata w Barcelonie na 100 m stylem grzbietowym.
Na igrzyskach olimpijskich w Rio de Janeiro zdobył dwa medale, złoto i brąz. Mistrzostwo olimpijskie wywalczył, płynąc w eliminacjach konkurencji sztafet 4 x 100 m stylem zmiennym. Trzecie miejsce zajął na dystansie 100 m stylem grzbietowym, w finale uzyskując czas 52,40.